# Glypta glabra
Glypta glabra là một loài tò vò trong họ Ichneumonidae.